# Orvinfjella
Orvinfjella är ett berg i Antarktis. Det ligger i Östantarktis. Norge gör anspråk på området. Toppen på Orvinfjella är 2 479 meter över havet.
Terrängen runt Orvinfjella är kuperad åt nordväst, men åt sydost är den platt. Trakten är obefolkad. Det finns inga samhällen i närheten. 